# Saint-Étienne-du-Vauvray
Saint-Étienne-du-Vauvray – miejscowość i gmina we Francji, w regionie Normandia, w departamencie Eure.
Według danych na rok 1990 gminę zamieszkiwało 680 osób, a gęstość zaludnienia wynosiła 77 osób/km² (wśród 1421 gmin Górnej Normandii Saint-Étienne-du-Vauvray plasuje się na 351. miejscu pod względem liczby ludności, natomiast pod względem powierzchni na miejscu 414.).